# Lieve Paul
Lieve Paul was een Nederlands televisieprogramma op Nederland 1 dat gepresenteerd werd door Paul de Leeuw. Het werd uitgezonden op zaterdagavond. Lieve Paul was de opvolger van het televisieprogramma Mooi! Weer De Leeuw.
De Leeuw was al lange tijd uitgekeken op het programma Mooi! Weer De leeuw. Na vier seizoenen vond De Leeuw het tijd worden voor een nieuw format. Ook was De Leeuw klaar met de wensen die werden vervuld in het programma Mooi! Weer De Leeuw.
In het programma werden vragen van kijkers beantwoord. Als Paul zelf geen antwoord kon geven op een vraag, werd de zoekmachine ingeschakeld die een computer tot zijn beschikking had.
Op zondag werd Lieve Paul PS uitgezonden, bij Mooi! Weer De Leeuw heette dat Mooi! Weer De Leeuw: The day after.
Op 4 februari 2010 maakte Paul de Leeuw bekend per direct te stoppen met Lieve Paul. Hij had op dat moment 30 afleveringen gemaakt: 15 keer Lieve Paul en 15 keer Lieve Paul PS. Per 6 maart van dat jaar presenteerde De Leeuw een nieuw programma, met de naam X De Leeuw, met als tegenhanger op de zondagavond De Leeuw op zondag.

## Trivia
- In 1986 had de Leeuw onder dezelfde naam een radioprogramma bij de KRO.[3] In het radioprogramma loste hij relatieproblemen van luisteraars op met hulp van Paul van der Lugt en producer Jeroen Keers. Hij werd na zijn overstap naar de VARA opgevolgd door Erna Sassen en het programma werd omgedoopt in de "Zalige Liefdeslijn".[4]
- In december verscheen het programma onder de naam Lieve Paul & Sint als een speciale Sinterklaas aflevering.

12 steden, 13 ongelukken · Alles draait om geld · Bergen Binnen · Büch's Boeken · Buitenhof ** · Bureau Kruislaan · Cabaret & Co · Comedytrain presenteert · Deadline · Dr. Ellen · Ernstige Delicten · Factor Giel · Gebak van Krul · GIEL · Herexamen · Hoe bestaat het · Hof van Joosten · Hollands Hoop · In goed gezelschap · Is dat eigenlijk wel zo? · Jules Unlimited · Kanniewaarzijn · Kassa · Kassa 3 · Kinderen geen bezwaar · Kinderen voor Kinderen · Kopspijkers · Kun je het al zien? · Het Lagerhuis · Langs de Leeuw · Langs Sint en De Leeuw · De leugen regeert · Lieve Paul · Lieve Paul & Sint · MaDiWoDoVrijdagshow · De Mega Mike & Mega Thomas Show · Mooi! Weer De Leeuw · Mooi! Weer de Sint · Nieuwslicht · NOVA * · Oppassen!!! · Overspel · Panache · PAU!L · PAU!L en Sint! · Pauls Kadoshow · Pauls Puber Kookshow · Pauw & Witteman · Per Seconde Wijzer · Sint & De Leeuw · Shouf Shouf! · The Sopranos · Stellenbosch ** · Studio Spaan · Thank God It's Friday · Twee voor twaalf · Unit 13 · De verrukkelijke 85 · Vroege Vogels TV · Vuurzee · Waltz ** · De Wereld Draait Door · De wereld van Boudewijn Büch · Wie steelt mijn show? · X De Leeuw · Zembla

*: In samenwerking met NPS en NOS     **: In samenwerking met AVROTROS en VPRO